# 楠杆土家族乡
楠杆土家族乡是中华人民共和国贵州省铜仁市德江县下辖的一个民族乡。

## 行政区划
楠杆土家族乡下辖以下村级行政区划单位：
兴隆社区、小寨村、金盆村、楼房村、火石村、大龙村、长远村、龙寨村、大土湾村、申溪村、六一村、沙坝村、五龙村和中坝村。

## 中国传统村落
2012年，兴隆社区上坝自然寨被评为首批“中国传统村落”。